# 伊斯拉韦德市镇
伊斯拉韦德市镇（瑞典語：Gislaveds kommun）是瑞典南部延雪平省的一个市镇。其治所位于伊斯拉韦德。